# 安普瓜社区学院枪击案
安普瓜社区学院枪击案在2015年10月1日发生于在美国俄勒冈州罗斯堡北部6千米的安普瓜社区学院。26岁的枪手克里斯·哈珀·梅瑟（Chris Harper Mercer）开枪打死9人，弄伤7人，之后在与警方的枪战中被击毙。本案是俄勒冈州史上伤亡最惨重的大规模枪击案。

## 背景
事发地安普瓜社区学院位于俄勒冈州罗斯堡北部6英里（9.7）处，16间校舍占地100英畝（40公頃），与北安普瓜河接壤。园区还设有跑道、网球场和一个室外游泳池，2009年新增了葡萄园，3300名全日制学生和16000名兼职学生就读于该校。

### 嫌疑人
枪手克里斯托弗·肖恩·哈珀-梅瑟（Christopher Sean Harper-Mercer，1989年7月26日—2015年10月1日）被认定为枪手。最初有报道称梅瑟并非社区学院的学生，只不过是一部即将在学校上映的戏剧的制作助理。然而，执法人员表示哈珀-梅瑟在案发当天被一个班录取。
梅瑟在英国出生，小时候移居美国。2008年11月5日到12月11日，他曾在南卡罗来纳州杰克逊堡的美军基地服役。退伍他完成了基础训练，但“未能达到最低的管理标准”。2010年到2012年，他就读于艾尔·卡密诺学院。梅瑟于2011年到2013年与母亲生活在加利福尼亚州托伦斯，从一家专门为有学习障碍或情绪问题的青少年开设的学校斯威策学习中心（Switzer Learning Center）毕业。他的母亲被形容溺爱梅瑟，多次努力保护梅瑟不受街区中各种感知烦恼的伤害。之后因母亲工作需要，与其共同搬到俄勒冈州温彻斯特。
邻居和属人们称梅瑟為人“古怪”“轻佻”。一名邻居称梅瑟“夜里开着小亮光独自坐在阳台上”，而另一名邻居称“他的神态，他走路时总是环顾四周，我都被他的坏情绪影响了。”梅瑟在俄勒冈州的一位邻居表示自己和丈夫在她家阳台抽烟时，梅瑟经常朝她大喊大叫。
梅瑟有数个名为“铁十字45”（Iron Cross 45）的网络账号，该名字指纳粹德国。梅瑟的电子邮件所连接的MySpace档案有宣传亲爱尔兰共和军的内容，而在另外一份交友档案中，他表示自己是与父母住在一起的“混血”男子，他的立场是“保守的，共和党人”。梅瑟在他的BitTorrent账户中上传了一部关于桑迪·胡克小学枪击案的纪录片。
2015年8月31日，在回应韦斯特·弗莱纳根在电视转播时被谋杀一案时，梅瑟认为像弗莱纳根这样的无名人士可以因犯下轰动性枪击案而出名。
据执法部门一位不愿透露姓名的消息人士透露，梅瑟有反宗教、反政府和白人至上主义倾向，但他认为自己是混血儿。案发翌日，ABC新闻报道称梅瑟在开火前曾把几篇论文和一个闪存盘交给校园内的一名人士，其中包括许多美化2014年加州围绕景岛社区杀戮盛宴等大规模屠杀案的文章，还表示他有着性挫折、对黑人抱有敌意和缺乏自立能力的生活方式。

## 经过
太平洋夏令时上午10点38分，第一通911报警电话从校园内打出。一名枪手据报走过数座校舍朝人们胡乱扫射。大部分枪击事件发生在斯内德大厅（Snyder Hall）15号房间，房间内当时正进行英语和写作课。一名女性尝试关上教室大门时胃部多次中枪。有目击者指出，梅瑟朝他们开枪前曾询问多名学生的宗教信仰。其他则表示梅瑟杀了那些称自己是基督徒的学生，而称自己不是的则遭到他的残害。
有学生身中多枪。美国陆军退伍军人克里斯·明茨（Chris Mintz）在学院参加体能训练，案发时他跑进图书馆拉响警报，通知人们逃命 。然而他跑进发生枪击事件的大楼内试图阻止梅瑟进入一间教室。他在站立时中了三枪，倒地时又中了四枪，但幸免于难。家人们称明茨为英雄；在10月3日的新闻发布会上，道格拉斯县治安官约翰·翰林为明茨作出的行为表示感谢。明茨的家人设立了一个GoFundMe帐户来支付明茨的医疗费用，截至10月2日，帐户受到超过65万美元的捐款。
枪手在与赶往现场的警察的枪战中被击毙，所幸无警察受伤。
案发后，美国烟酒枪炮及爆裂物管理局特工在校园寻找爆炸物，共从现场检获包括三把手枪和一支长枪在内的四把武器。执法人员表示，枪手身着防弹衣，“弹药足以用于长时间的枪战”。他们在梅瑟的公寓房还发现了另外的七把枪，这些枪都是梅瑟的家人合法购买的。

## 受害者
除枪手外，共有九名在枪击案中遇害，死者包括八名学生和一名讲师。另有九人受伤，有伤者遭受多处枪伤后。四名伤者在梅西医疗中心（Mercy Medical Center）接受治疗，一名伤者情况危殆，其余三个情况稳定。其余三名幸存者被转往斯普林菲尔德的平安健康圣心医院（PeaceHealth Sacred Heart Hospital），其中一人危殆，其余两人随后出院。
一名死者是俄勒冈州参议员杰夫·默克利的表弟。

## 反应
美国总统贝拉克·奥巴马当天发表声明要求更严格的枪支法律，因为“（思念和祈祷）不能表达我们应该感到的心痛、悲伤和愤怒；它们也无法阻止这种惨案下周或几月后在美国其他地方发生。”他还称美国对大规模枪击案变得麻木起来。
俄勒冈州州长凯特·布朗（Kate Brown）表示她对事件感到伤心欲绝，并动身前往罗斯堡。
美国社区学院协会（American Association of Community Colleges）和社区学院理事协会（Association of Community College Trustees）发表联合声明称枪击案为一桩悲剧，并表示将致力于校园安全工作。
道格拉斯县警长约翰·翰林（John Hanlin）拒说出梅瑟的名字，他表示：“我不会谈枪手……我不会把他归功于这个可怕的懦夫行为。媒体到时候会得到被证实的名字的……但你是永远不会听到我们说他的名字的。”
案发后，联邦当局调查了案发前日4chan上的一篇帖子，这个网站因能用假名发布恶作剧和挑衅性评论而著称。这篇帖子警告称：“你们这些家伙还好。如果你住在西北部，明天别去上学。”同时，BuzzFeed的全球新闻总监发布推特称“4chan的成员设立虚假的记者及媒体组织Twitter账户发布假的嫌犯消息 。”BBC表示，本案是2015年美国发生的第45起校园枪击案，也是自2012年桑迪·胡克小学枪击案以来的第142起。